# Baza noclegowa
Baza noclegowa – jeden z podstawowych elementów zagospodarowania turystycznego, w skład którego wchodzą różnego rodzaju obiekty noclegowe (obiekty hotelarskie) i urządzenia towarzyszące, pozwalające turystom na przebywanie poza miejscem stałego zamieszkania w warunkach zbliżonych do ich stałych upodobań. Charakter i struktura bazy noclegowej w znacznym stopniu zależą od uwarunkowań przyrodniczych oraz społeczno-ekonomicznych. Określenie spotykane również pod nazwą „baza urlopowa” (jako szczególny przypadek bazy noclegowej).

## Podział bazy noclegowej

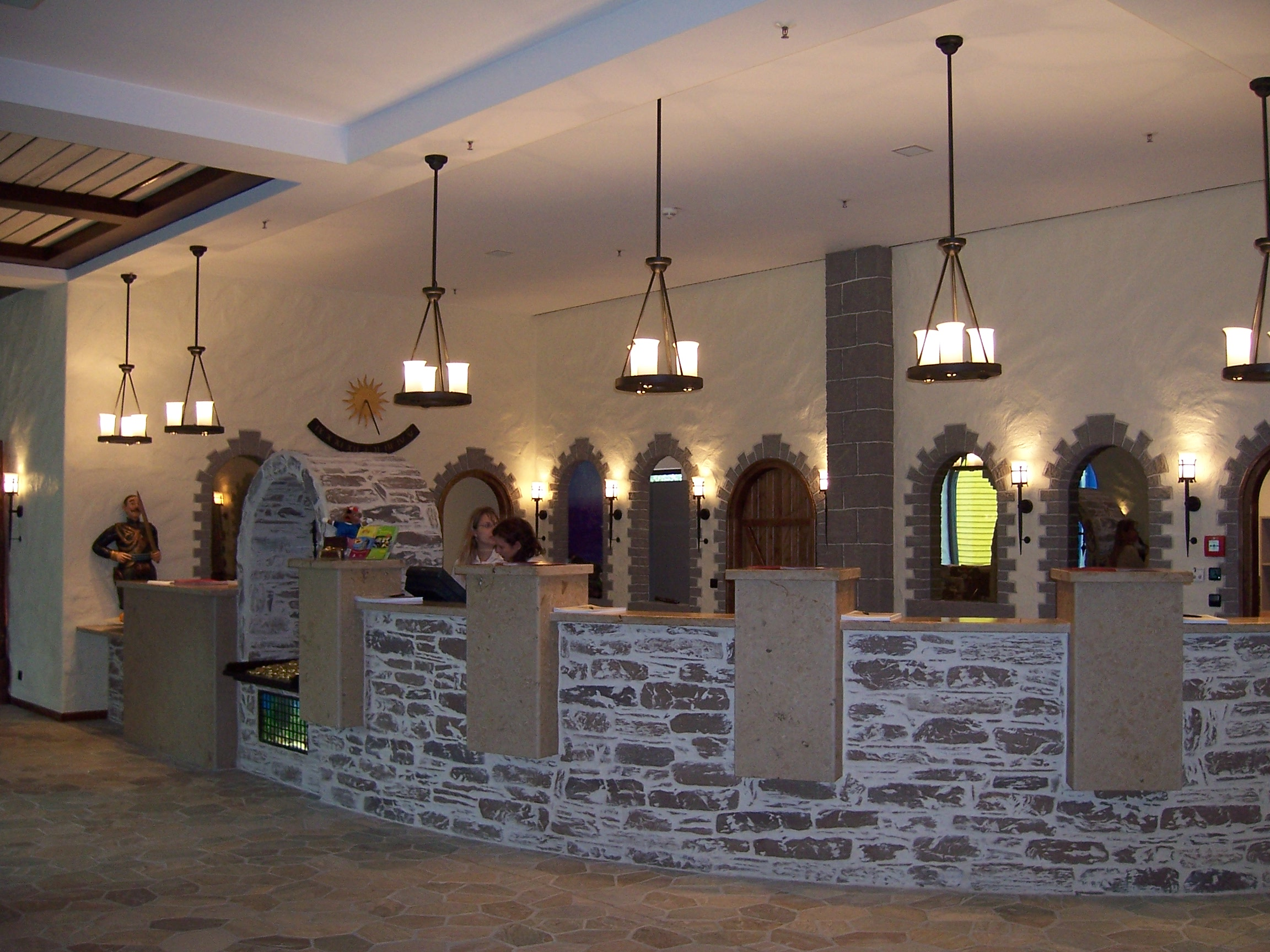
Recepcja hotelu Port Royal w Soltau (Niemcy)

Bazę noclegową ze względu na okres jej wykorzystywania w ciągu roku dzieli się na:
- całoroczną (obiekty świadczą usługi cały rok np. hotele),
- sezonową (obiekty świadczą usługi w określonej części roku np. niektóre schroniska młodzieżowe funkcjonujące tylko w okresie wakacji).

Ze względu na dostępność bazę noclegową dzieli się na:
- otwartą (obiekty przeznaczone dla wszystkich osób zainteresowanych pobytem, które posiadają dokument tożsamości i środki pieniężne pozwalające na zakwaterowanie),
- zamkniętą (obiekty przeznaczone dla określonej grupy osób, które posiadają odpowiednie uprawnienia do korzystania z tego typu obiektów np. szpitale uzdrowiskowe).

## Rodzaje obiektów noclegowych
Bazę noclegową tworzą obiekty noclegowe, w których świadczone są różnego rodzaju usługi związane z pobytem turysty. W obrębie obiektów noclegowych, zgodnie z polskim prawem, wyróżnia się obiekty hotelarskie charakteryzujące się podziałem na pokoje, liczbą pokoi przekraczającą określone w przepisach minimum oraz świadczeniem usług hotelarskich (słanie łóżek, sprzątanie, usługi żywieniowe).
W Polsce stosuje się podział obiektów noclegowych zamieszczony w Ustawie o usługach hotelarskich oraz usługach pilotów wycieczek i przewodników turystycznych z 1997 roku oraz podział używany w opracowaniach Głównego Urzędu Statystycznego.

### Podział według Ustawy o usługach hotelarskich oraz usługach pilotów wycieczek i przewodników turystycznych

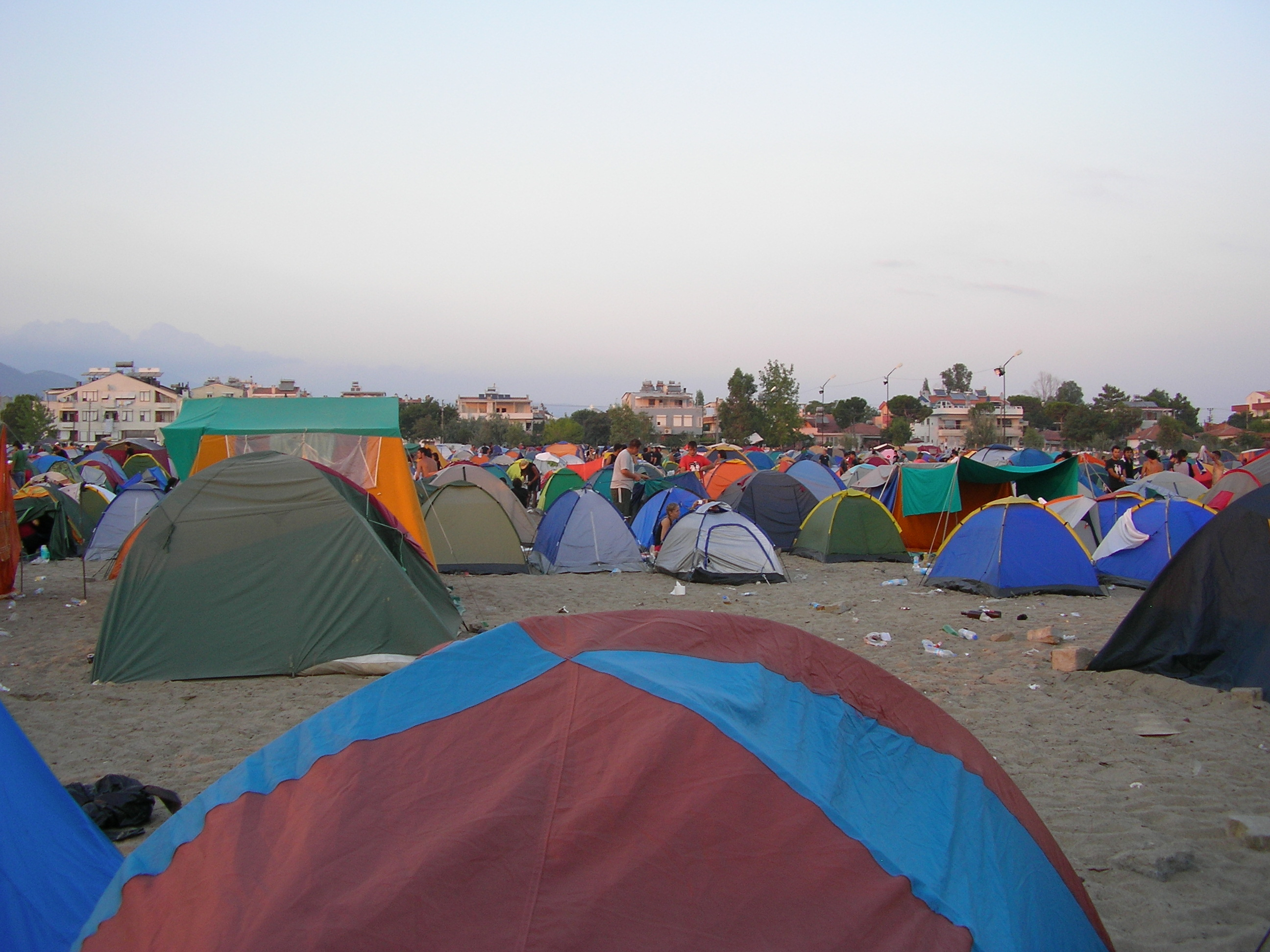
Kemping w Turcji

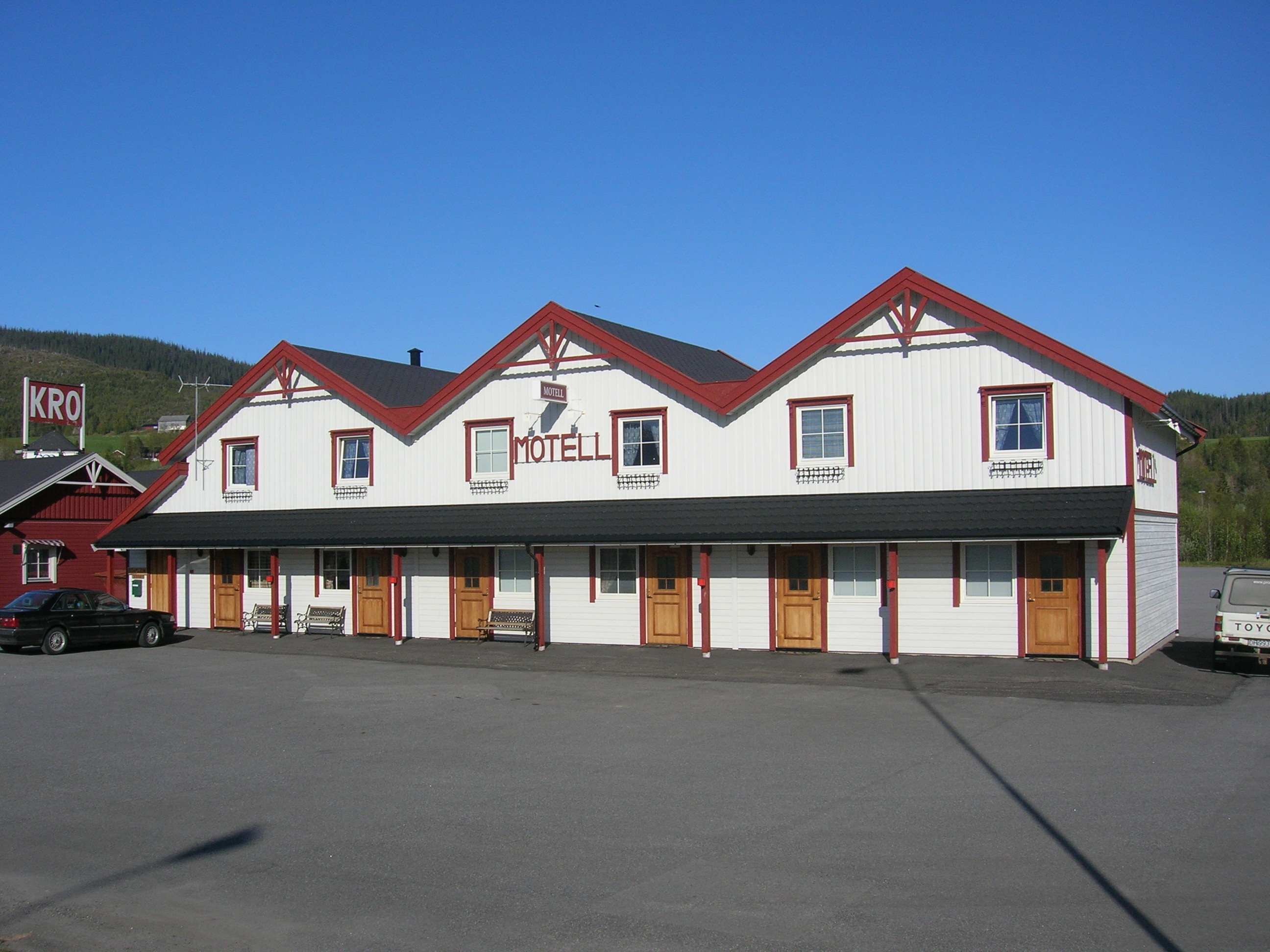
Motel w miejscowości Bjerka (Norwegia)

- hotele – obiekty posiadające co najmniej 10 pokoi, w tym większość miejsc w pokojach jedno- i dwuosobowych, świadczące szeroki zakres usług związanych z pobytem klientów,
- motele – obiekty położone przy drogach, dysponujące parkingiem, posiadające co najmniej 10 pokoi, w tym większość miejsc w pokojach jedno- i dwuosobowych.
- pensjonaty – obiekty posiadające co najmniej 7 pokoi, świadczące dla swoich klientów całodzienne wyżywienie,
- kempingi – obiekty strzeżone, umożliwiające nocleg w namiotach, samochodach mieszkalnych i przyczepach samochodowych, przyrządzanie posiłków, parkowanie samochodów, a także świadczące usługi związane z pobytem klientów; obiekty te mogą dodatkowo umożliwiać nocleg w domkach turystycznych lub innych obiektach stałych,
- domy wycieczkowe – obiekty posiadające co najmniej 30 miejsc noclegowych, dostosowane do samoobsługi klientów oraz świadczące minimalny zakres usług związanych z pobytem klientów,
- schroniska młodzieżowe – obiekty przeznaczone do indywidualnej i grupowej turystyki młodzieżowej, dostosowane do samoobsługi klientów,
- schroniska – obiekty zlokalizowane poza obszarami zabudowanymi, przy szlakach turystycznych, świadczące minimalny zakres usług związanych z pobytem klientów,
- pola biwakowe – obiekty niestrzeżone, umożliwiające nocleg w namiotach.

### Podział według Głównego Urzędu Statystycznego
- motele,
- pensjonaty,
- inny obiekt hotelowy,
- domy wycieczkowe,
- schroniska,
- schroniska młodzieżowe,
- szkolne schroniska młodzieżowe,
- ośrodki wczasowe,
- ośrodki kolonijne,
- ośrodki szkoleniowo-wypoczynkowe,
- domy pracy twórczej,
- zespoły ogólnodostępnych domków turystycznych,
- kempingi,
- pola biwakowe,
- ośrodki wypoczynku sobotnio-niedzielnego i świątecznego, od 2009 roku zastąpione przez hostele
- zakłady uzdrowiskowe,
- pozostałe niesklasyfikowane.

## Kategoryzacja bazy noclegowej

### Kategoryzacja w Polsce

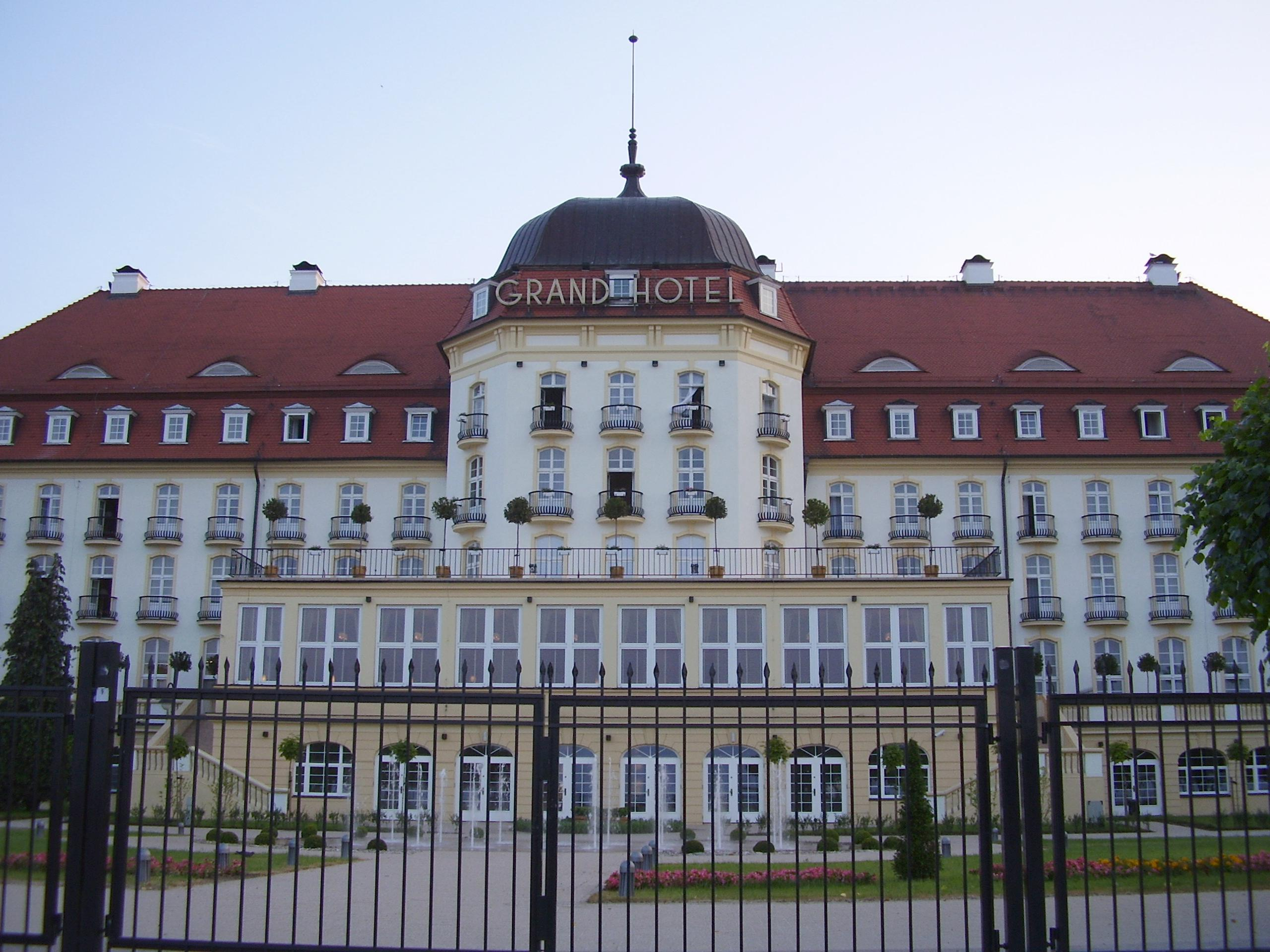
Pięciogwiazdkowy Grand Hotel w Sopocie

Kategoryzacja bazy noclegowej służy określeniu jakości usług turystycznych oferowanych przez poszczególne obiekty hotelarskie. W Polsce wymogi dotyczące wyposażenia, urządzeń i instalacji technicznych, zakresu świadczonych usług oraz programu obsługowego, określono w Ustawie o usługach hotelarskich oraz usługach pilotów wycieczek i przewodników turystycznych oraz w rozporządzeniach ministra gospodarki. Ewidencją obiektów hotelarskich i przyznawaniem kategorii zajmuje się marszałek województwa. Nazwy obiektów hotelarskich (m.in. hotel, motel, pensjonat) podlegają ochronie prawnej i nie można ich stosować jeśli nie uzyska się odpowiedniej kategorii. Przepis ten bywa przez przedsiębiorców omijany poprzez stosowanie nazw zbliżonych, które mogą wprowadzać klienta w błąd (np. otel, hotelik – nazwy sugerujące, że dany obiekt jest hotelem).
W przypadku obiektów hotelarskich, kategorię oznacza się gwiazdkami lub cyframi rzymskimi przy czym:
- hotele, motele i pensjonaty otrzymują od jednej do pięciu gwiazdek,
- kempingi otrzymują od jednej do czterech gwiazdek,
- domy wycieczkowe i schroniska młodzieżowe otrzymują kategorię oznaczoną cyfrą rzymską: I, II lub III.

### Kategoryzacja w innych państwach
W Unii Europejskiej, ani tym bardziej na świecie, nie wypracowano do tej pory jednolitego systemu kategoryzacji obiektów bazy noclegowej, dlatego w różnych krajach obowiązują różne systemy kategoryzacji. Hotel któremu w jednym kraju przyznano cztery gwiazdki, w innym mógłby otrzymać zaledwie dwie gwiazdki.
W niektórych krajach poddanie się kategoryzacji ma charakter obowiązkowy (np. Polska, Węgry, Belgia, Holandia, Luksemburg, Grecja, Włochy, Hiszpania), a w niektórych dobrowolny (np. Austria, Niemcy, Francja, Wielka Brytania). Są również takie kraje w których oficjalna kategoryzacja nie jest wcale prowadzona (np. Szwecja, Norwegia, Finlandia).
W krajach w których istnieje oficjalna kategoryzacja obiektów bazy noclegowej najczęściej dla określenia standardu stosuje się gwiazdki, jednak niekoniecznie najwyższy standard odpowiada pięciu gwiazdkom. We Francji funkcjonuje sześć kategorii hoteli, przy czym najniższy standard nie uzyskuje żadnej gwiazdki, a najwyższy standard oznacza się czterema gwiazdkami i literą „L”.

## Dane statystyczne: Baza noclegowa w Polsce
| Województwa         | Miejsca noclegowe | Udzielone noclegi | Gęstość bazy noclegowej miejsca/km² | Stopień wykorzystania bazy noclegowej % |
| ------------------- | ----------------- | ----------------- | ----------------------------------- | --------------------------------------- |
| Polska              | 569.896           | 48.618.414        | 1,82                                | 23,70                                   |
| Dolnośląskie        | 45.631            | 4.705.632         | 2,29                                | 28,65                                   |
| Kujawsko-pomorskie  | 26.325            | 2.395.374         | 1,46                                | 25,28                                   |
| Lubelskie           | 19.506            | 1.238.665         | 0,78                                | 17,64                                   |
| Lubuskie            | 17.945            | 1.190.923         | 1,28                                | 18,43                                   |
| Łódzkie             | 15.358            | 1.367.326         | 0,84                                | 24,73                                   |
| Małopolskie         | 61.509            | 7.375.810         | 4,05                                | 33,31                                   |
| Mazowieckie         | 37.040            | 4.280.733         | 1,04                                | 32,10                                   |
| Opolskie            | 7.459             | 497.556           | 0,79                                | 18,53                                   |
| Podkarpackie        | 18.436            | 1.540.609         | 1,03                                | 23,21                                   |
| Podlaskie           | 11.769            | 806.138           | 0,58                                | 19,03                                   |
| Pomorskie           | 85.348            | 5.249.226         | 4,67                                | 17,08                                   |
| Śląskie             | 35.341            | 3.811.710         | 2,87                                | 29,96                                   |
| Świętokrzyskie      | 8.338             | 586.624           | 0,71                                | 19,54                                   |
| Warmińsko-mazurskie | 37.408            | 2.014.893         | 1,55                                | 14,96                                   |
| Wielkopolskie       | 37.253            | 2.492.288         | 1,25                                | 18,58                                   |
| Zachodniopomorskie  | 105.230           | 9.064.907         | 4,60                                | 23,93                                   |

Objaśnienia do tabeli: Dane dotyczą roku 2005. 

Wartości w komórkach zaznaczonych kolorem zielonym są wyższe od wartości średniej dla Polski, natomiast wartości w komórkach czerwonych są od średniej niższe.

Miejsca noclegowe – suma miejsc noclegowych we wszystkich obiektach noclegowych (w tym w obiektach hotelowych),

Udzielone noclegi – suma udzielonych noclegów we wszystkich obiektach noclegowych (w tym w obiektach hotelowych),

Gęstość bazy noclegowej – iloraz miejsc noclegowych przez powierzchnię województwa, 

Stopień wykorzystania bazy noclegowej – iloraz udzielonych noclegów przez iloczyn miejsc noclegowych i liczby dni w roku w których przyjmowano gości.